# Paisaje adaptativo

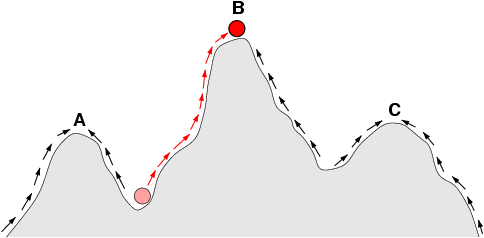
Esquema de un paisaje adaptativo. Las flechas indican el flujo preferente de una población en el paisaje; los puntos A, B y C son óptimos locales. La bola roja indica una población que se mueve desde una aptitud muy baja hasta lo alto de un pico. Ilustración de C.O. Wilke, 2001.

En biología evolutiva, los paisajes adaptativos (introducidos por primera vez por Sewall Wright en 1932) se utilizan para visualizar las relaciones entre genotipos (o fenotipos) y éxito reproductivo. 
Los conceptos de altura y distancia son suficientes para conformar el concepto de paisaje adaptativo: 
- Altura: la altura del paisaje viene dada por la aptitud del genotipo, es decir, por su tasa de duplicación.
- Distancia: en el eje horizontal se representan las frecuencias de los alelos o el promedio de fenotipos de la población. En un paisaje adaptativo, los genotipos que son muy similares están muy cerca el uno del otro, mientras que aquellos muy diferentes están muy lejos entre sí.

Según Wright, los organismos procuran ocupar óptimos locales o picos adaptativos. Para evolucionar a otro pico más alto, las especies tendrán primero que pasar por un valle de estadios intermedios menos adaptativos. Esto puede suceder por deriva genética si la población es suficientemente pequeña. Si una especie estuviera dividida en pequeñas poblaciones, algunas podrían encontrar picos más altos. Si hubiera algún flujo de genes entre las poblaciones, estas adaptaciones podrían expandirse al resto de la especie. Por lo tanto, el modelo ilustra cómo la selección natural conduciría a la población a escalar el pico más cercano, mientras que la deriva genética causaría un deambular aleatorio por el paisaje.

## Para saber más
- Niko Beerenwinkel, Lior Pachter y Bernd Sturmfels. Epistasis and shapes of fitness landscapes, 2006.
- Richard Dawkins. Climbing Mount Improbable. New York: Norton, 1996.
- Stuart Kauffman. At Home in the Universe: The Search for Laws of Self-Organization and Complexity. New York: Oxford University Press, 1995.
- Melanie Mitchell. An Introduction to Genetic Algorithms. Cambridge, MA: MIT Press, 1996.
- Foundations of Genetic Programming, Chapter 2